# カリグラム

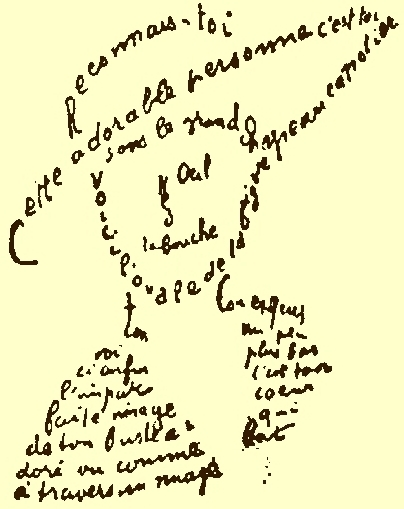
アポリネールのカリグラム

カリグラム（英語：calligram、フランス語：Calligramme）とは、活字または手書きの字が作る形が重要な位置を占める詩形のこと。（句、単一の語も指すが）。

## 概略
カリグラムは聴覚的および原文通りに表されたテーマの視覚的表現である。
ギヨーム・アポリネールが有名なカリグラム作家で、『カリグラム』（Calligrammes。1918年出版）という作品を書いた。

## 例

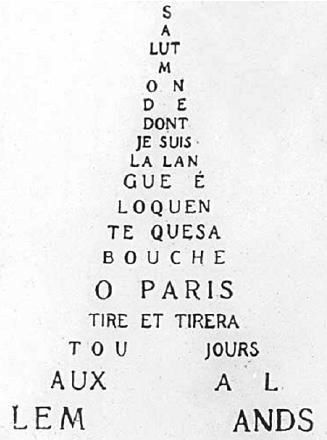
アポリネールのカリグラム（エッフェル塔の形）
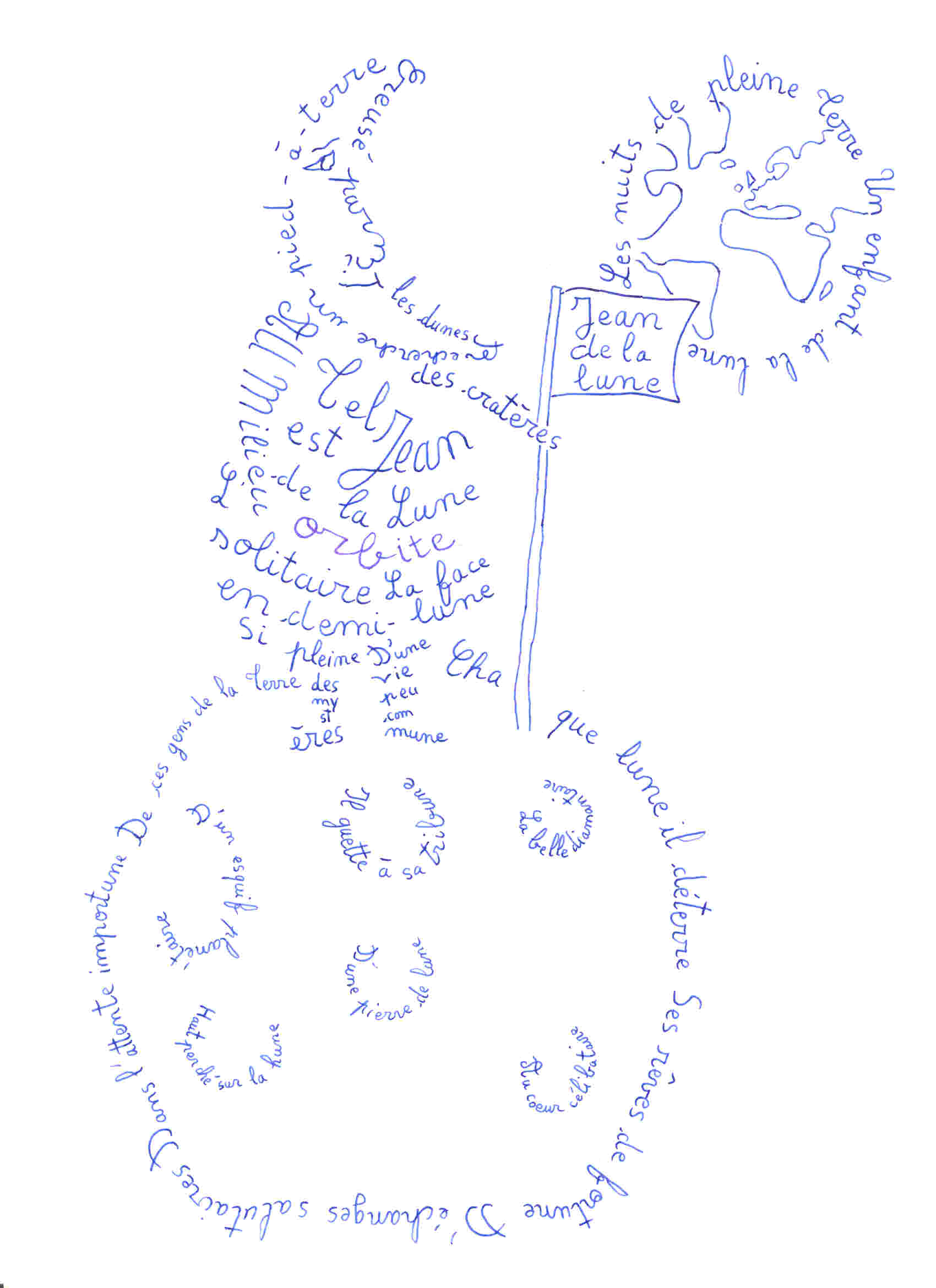
Ipzo l'aniMot『Jean de la Lune』
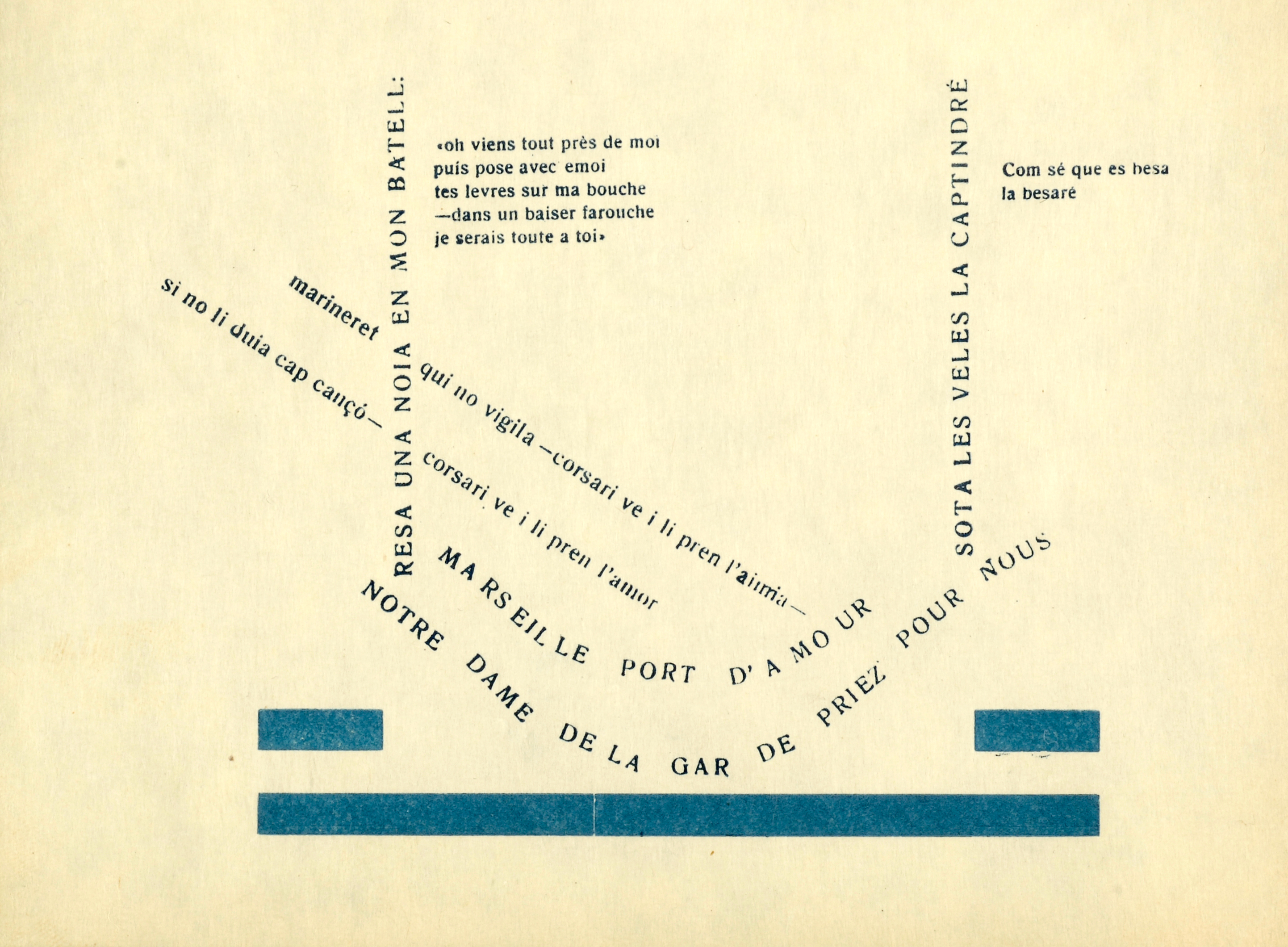
Joan Salvat-Papasseit『El poema de la rosa als llavis』（1923年
アリを神の寅に例えたアラビア語のカリグラム